# پل کتیر
پل کتیر (انگلیسی: Paul Cattier؛ زادهٔ ۱ مهٔ ۱۹۸۶) بازیکن فوتبال اهل فرانسه است.